# St. Simon und Judas (Wąbrzeźno)

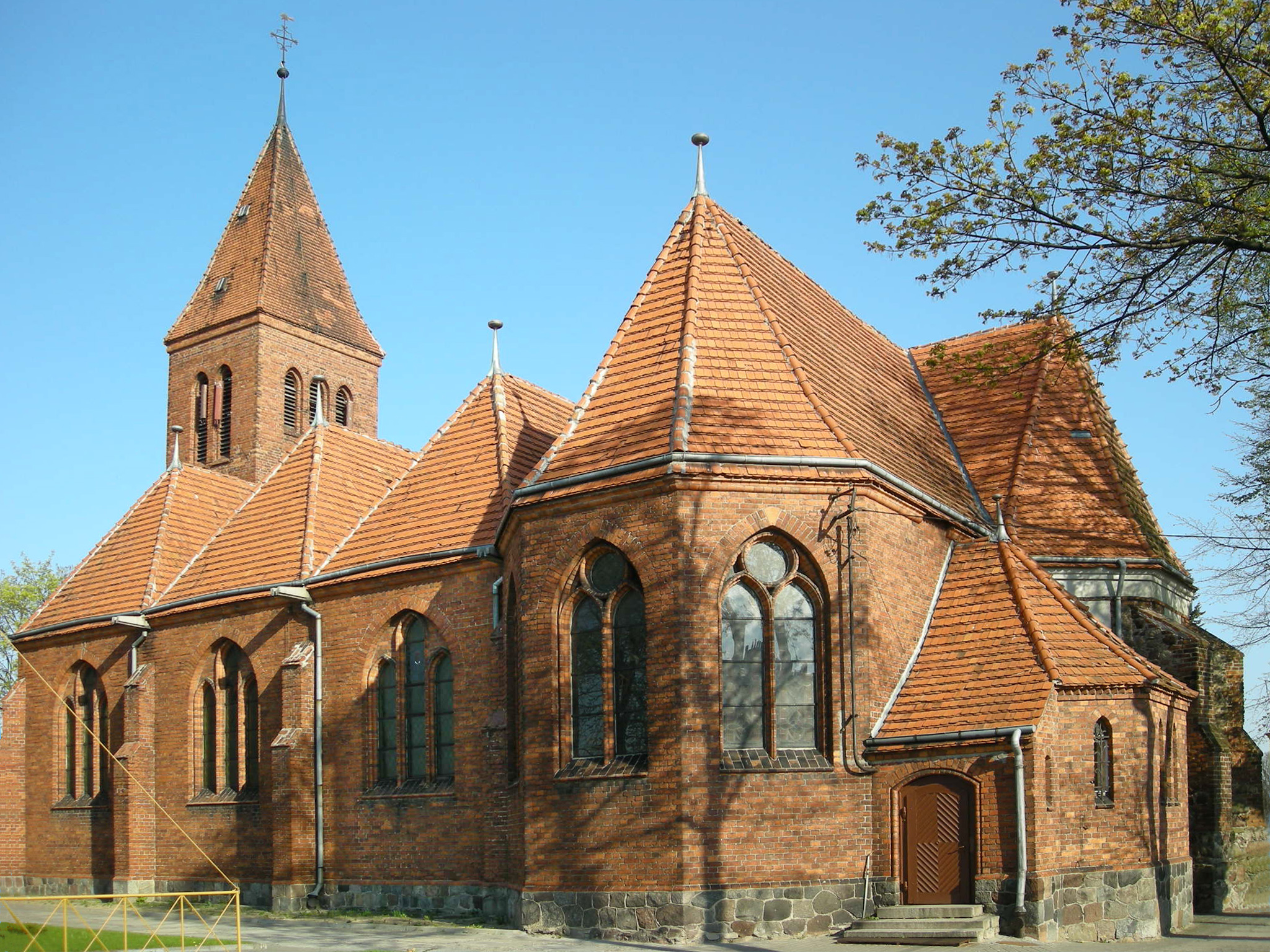
St. Simon und Judas in Wąbrzeźno

Die römisch-katholische Kirche St. Simon und Judas (polnisch Kościół pw. św. Apostołów Szymona i Judy Tadeusza) in Wąbrzeźno (deutsch Briesen) in der polnischen Woiwodschaft Kujawien-Pommern geht auf die Deutschordenszeit zurück.

## Geschichte
Der Ort ist 1246 erstmals urkundlich erwähnt. Im Jahr 1251 stiftete Bischof Heidenreich die Kathedralkirche in Kulmsee und ordnet die Gründung einer Pfarrkirche in Briesen durch das Domkapitel an. Um das erste Viertel des 14. Jahrhunderts wurde der Chor errichtet, das Langhaus wohl in der zweiten Hälfte des Jahrhunderts. Nach Angaben des Schadenbuchs nach dem Hungerkrieg war die ganze Stadt verbrannt. Nach einem Brand wurde der Bau 1700 wiedererrichtet. Im Jahr 1779 wurde ein niedriger Westturm angefügt. Um 1870 wurde der Bau restauriert und 1902 durch den Anbau von Seitenschiffen und die Erhöhung des Turmes erheblich verändert. Der mittelalterliche Charakter ging durch den Umbau von 1902 weitgehend verloren.

## Bauwerk
Die Pfarrkirche von Briesen ist ein für städtische Verhältnisse bescheidener Bau, war ursprünglich ohne Turm und hatte kein Gewölbe sowie hohen Feldsteinanteil und kaum Wandgliederung. Die Kirche ist ein ungewölbter Saalbau mit eingezogenem Polygonalchor und Strebepfeilern. Von der mittelalterlichen Bausubstanz sind nur noch das Chorpolygon und die südwestliche Ecke des Langhauses sichtbar. Der Chor hat Fenster in den Polygonalseiten und im Norden. Ein eingefasstes Putzband dient als Horizontalabschluss. Die Längsseiten des Baus sind durch Streben in drei Abschnitte mit je einem Fenster unterteilt. Portale zum Langhaus befinden sich im Norden und Westen. Feldstein wurde an den Chormauern und am hohen Sockel des Langhauses eingesetzt, Backstein im gotischen Verband für Fenster, Portale und aufgehende Mauer.